# Garfield (nhân vật)
Garfield là một mèo hư cấu và là nhân vật chính trong truyện tranh cùng tên, được sáng tạo bởi Jim Davis. Truyện tranh tập trung vào Garfield, được mô tả là một con mèo giống Ba Tư màu cam lười biếng, béo phì và lạc quan. Anh ta nổi tiếng với tình yêu đối với mì lasagna và việc đi ngủ, cũng như sự căm ghét ngày thứ Hai, chú chó bạn Nermal và việc tập thể dục.

## Nhân vật

### Tiểu sử hư cấu
Garfield là một con mèo màu cam thuộc sở hữu của Jon Arbuckle. Anh ta sinh ra vào ngày 19 tháng 6 năm 1978, trong nhà bếp của nhà hàng Ý Mamma Leoni. Jim Davis đặt tên Garfield theo tên ông nội, James Garfield Davis. Khi còn con mèo, anh đã phát triển sở thích là ăn mì lasagna, món ăn yêu thích của anh. Do khẩu vị của mình, chủ nhân của nhà hàng Mamma Leoni phải lựa chọn giữa việc cho đi Garfield hoặc đóng cửa nhà hàng của mình; vì vậy, Garfield được bán trong một cửa hàng thú cưng. Garfield được Jon Arbuckle nhận nuôi từ cửa hàng vào ngày 19 tháng 8 năm 1978. Trong các tập phim hoạt hình, Garfield thường gây rối trong mỗi tập phim.
Cũng đã được biết rằng Garfield đôi khi sử dụng "hộp cát" như một nơi chơi, ví dụ như trong một đoạn truyện tranh năm 1978; anh ta nói rằng anh ghét quảng cáo vì chúng "quá dài để xem và quá ngắn để đi tới hộp cát". Vào ngày 27 tháng 10 năm 1979, được tiết lộ rằng anh ta không thích nho khô. Sinh nhật của anh là ngày 19 tháng 6 năm 1978, cũng là ngày xuất bản tập truyện Garfield đầu tiên. Vào kỷ niệm 25 năm của Garfield vào năm 2003, nhiều đoạn truyện được đăng với sự tương tác giữa phiên bản Garfield năm 1978 và Garfield hiện tại.
Garfield thường gặp nhiều cuộc phiêu lưu, như bị mắc kẹt trong màn cửa cuộn, đánh nhau với chuột và bị nhốt trong trại cứu hộ động vật. Năm 2005, Garfield và Jon xuất hiện trong một số đoạn truyện tranh của Blondie để tưởng nhớ kỷ niệm 75 năm thành lập. Cũng đã có một cuộc giao nhau trước đó giữa Blondie và Garfield trong đoạn truyện của Garfield được xuất bản vào ngày 1 tháng 4 năm 1997 và ngược lại, như một phần của comic strip switcheroo.
Garfield là một trong số nhiều nhân vật hoạt hình xuất hiện trong bộ phim hoạt hình năm 1990 Cartoon All-Stars to the Rescue.

### Đặc điểm nhân vật
Các đặc điểm nhân vật của Garfield bao gồm tính lười biếng, sự chua ngoa và tính châm biếm. Anh ghét ngày thứ Hai và chú mèo Nermal, và yêu thích mì lasagna. Anh cũng thường bực mình với chú chó Odie của Jon.

### Giới tính
Vào tháng 2 năm 2017, một tranh cãi nổ ra trên trang thảo luận của trang Wikipedia tiếng Anh về giới tính của nhân vật này. Mặc dù các nhân vật khác thường xuyên sử dụng đại từ xưng hô nam để chỉ Garfield, nhưng do những bình luận mà người tạo ra nhân vật, Jim Davis, đã đưa ra vào năm 2014 cho Mental Floss, trong đó ông nói rằng "Garfield rất phổ biến. Do tính chất là một con mèo, thực sự, anh ta không phải là nam hay nữ hoặc thuộc một chủng tộc hoặc quốc tịch cụ thể, trẻ hay già. Điều đó mang lại cho tôi nhiều độ linh hoạt hơn cho tiểu hài trong các tình huống." Davis giải thích rằng mặc dù Garfield không phải là đực hay cái, anh ta sử dụng đại từ xưng hô nam. Tuy nhiên, Davis sau đó đã làm rõ rằng Garfield thực sự là đực.

## Lịch sử lồng tiếng
- Scott Beach (1980; phân đoạn trong The Fantastic Funnies)
- Lorenzo Music (1982–2001; Các chương trình đặc biệt trên TV, Garfield and Friends)[13]
- Lou Rawls (1982-1991, thỉnh thoảng hát trong các chương trình truyền hình đặc biệt)
- Tom Smothers (1991; quảng cáo Alpo)[14][15]
- Bill Murray (2004–2006; Garfield: The Movie, Garfield: A Tail of Two Kitties)[13]
- Jeff Bergman (2004; Boomerang UK bumper)[16]
- Jon Barnard (2004–2016; Garfield's Nightmare,[17] Garfield,[18] Garfield: Saving Arlene,[19] Garfield: Lasagna Tour,[20] The Garfield Show: Threat of the Space Lasagna,[21] quảng cáo đá mèo Garfield[22][23])[13]
- Frank Welker (2007–nay; Garfield Gets Real, Garfield's Fun Fest, Garfield's Pet Force, The Garfield Show, Mad,[24] Nickelodeon All-Star Brawl,[25] Nickelodeon Extreme Tennis, Nickelodeon Kart Racers 3: Slime Speedway)[13]
- Chris Pratt (2024; Phim sắp tới)[26]

Người lồng tiếng trong các tác phẩm không chính thức:
- Fred Tatasciore (2006; Robot Chicken)[27]
- Seth Green (2011–2012; Robot Chicken)[27]
- Kevin Shinick (2011–2012; Mad)[24]
- Dan Castellaneta (2017; The Simpsons)[28]
- Dan Milano (2020; Robot Chicken)[29]

## Các phương tiện khác
- Trong hai bộ phim đầu tiên về Garfield, Garfield: The Movie và Garfield: A Tail of Two Kitties, Garfield được tạo ra bằng hoạt hình máy tính, mặc dù các bộ phim khác chủ yếu là live-action. Trong các bộ phim này, thiết kế của Garfield đã được thay đổi để gần hơn với hình dạng và chuyển động của một con mèo thực tế, mặc dù các đặc điểm khuôn mặt của anh vẫn được làm nổi bật và biểu cảm, giống với diễn viên lồng tiếng Bill Murray. Các bộ phim hoạt hình đầy đủ Garfield Gets Real, Garfield's Fun Fest và Garfield's Pet Force cũng miêu tả Garfield bằng hoạt hình máy tính, tuy nhiên thiết kế được sử dụng trong chúng gần giống với thiết kế gốc của anh trong truyện tranh hơn là hai bộ phim đầu tiên.
- Trong các chương trình đặc biệt và loạt phim hoạt hình Garfield and Friends, Garfield được lồng tiếng bởi Lorenzo Music. Trong các bộ phim live-action, anh được lồng tiếng bởi Murray. Hai diễn viên cũng đồng thời đảm nhận vai Dr. Peter Venkman, với Murray đóng trong Ghostbusters và Music lồng tiếng trong loạt phim hoạt hình The Real Ghostbusters. Ở mùa thứ hai của The Real Ghostbusters, Music được thay thế bằng Dave Coulier sau khi Murray phàn nàn rằng giọng của Music trong vai Venkman và vai Garfield không thể phân biệt rõ ràng. Trong Garfield Gets Real và loạt phim CGI The Garfield Show, anh được lồng tiếng bởi Frank Welker, người đã từng lồng tiếng cho nhiều nhân vật trong đoạn phim U.S. Acres của Garfield and Friends và là người thay thế cho Music.
- Garfield được cấp phép cho Công ty Dakin để tạo ra những con búp bê mềm khoảng năm 1988.
- Garfield đã trở thành biểu tượng của Kennywood, một công viên giải trí truyền thống ở West Mifflin, Pennsylvania gần Pittsburgh từ những năm 1990. Một trò chơi tại Kennywood có tên "Garfield's Nightmare" đã được tạo ra với sự đóng góp độc quyền của tác giả Garfield, Jim Davis.